# Gian Pietro Borgnolo
Gian Pietro Borgnolo (Faedis, 15 novembre 1922 – Udine, 29 novembre 2016) è stato un chimico e imprenditore italiano, noto per aver portato in Italia la produzione di vetroresina.
Borgnolo nasce a Faedis, un piccolo comune in provincia di Udine, nel 1922 e si diploma alla Scuola di Enologia di Conegliano. Si dedica inizialmente al rilancio della produzione vitivinicola friulana in seguito alla seconda guerra mondiale per poi iscriversi nel 1944 alla facoltà di Agraria dell'Università di Bologna dove si laurea in Chimica.
Nel 1959 è presidente della Restel S.p.A. di Udine (frazione Beivars), un'azienda attiva nella trasformazione di resine termoplastiche, quando viene avvicinato da Giovanni Spangaro con l'intenzione di inverstire nell'impresa.
La coppia si dedica alla produzione di oggetti in materie plastiche rinforzate da fibre di vetro con metodi innovativi che vengono brevettati negli Stati Uniti. Con l'intensificarsi dell'attività, nel 1963 i due fondano la società Vetroresina S.p.A. che diventerà una delle più importanti della regione con prodotti esportati in tutto il Mondo, per poi fondare una seconda società chiamata Restel srl.
I prodotti dell'azienda sono stati presentati in diverse esposizioni internazionali tra cui l'Esposizione Universale di Osaka del 1970. In questa occasione è stato esposto il primo bob in vetroresina che venne utilizzato da Eugenio Monti per conquistare l'ennesimo titolo mondiale.
Nel campionato mondiale Italia '90 fornisce le sedie in vetroresina alla maggior parte degli stadi italiani incluso lo Stadio Friuli di Udine.